# 6 Heures de Donington 2012
Navigation
Édition précédente
Les 6 Heures de Donington 2012 , disputées le 15 juillet 2012 au Donington Park, sont la onzième édition des 6 Heures de Donington, la première sur un format de six heures, et la deuxième manche de l'European Le Mans Series 2012.

## Qualifications
Les premiers de chaque catégorie sont signalés en gras.
| Pos. | Classe    | Équipe                         | Pilote            | Temps    | Grille |
| ---- | --------- | ------------------------------ | ----------------- | -------- | ------ |
| 1    | LMP2      | No. 24 OAK Racing              | Matthieu Lahaye   | 1:20.921 | 1      |
| 2    | LMP2      | No. 46 Thiriet by TDS Racing   | Mathias Beche     | 1:21.063 | 2      |
| 3    | LMP2      | No. 38 Jota                    | Sam Hancock       | 1:21.192 | 3      |
| 4    | LMP2      | No. 35 OAK Racing              | Olivier Pla       | 1:21.226 | 4      |
| 5    | LMP2      | No. 1 Greaves Motorsport       | Tom Kimber-Smith  | 1:21.238 | 5      |
| 6    | LMP2      | No. 17 Status GP               | Alexander Sims    | 1:21.293 | 6      |
| 7    | LMP2      | No. 19 Sébastien Loeb Racing   | Stéphane Sarrazin | 1:21.539 | 7      |
| 8    | LMP2      | No. 18 Murphy Prototypes       | Jody Firth        | 1:21.971 | 8      |
| 9    | LMP2      | No. 10 Pecom Racing            | Soheil Ayari      | 1:22.879 | 9      |
| 10   | LMPC      | No. 40 Boutsen Ginion Racing   | Thomas Dagoneau   | 1:28.737 | 10     |
| 11   | LMGTE Pro | No. 66 JMW Motorsport          | Jonny Cocker      | 1:29.328 | 13     |
| 12   | LMGTE Am  | No. 60 AF Corse                | Marco Cioci       | 1:29.733 | 11     |
| 13   | LMGTE Am  | No. 67 IMSA Performance Matmut | Nicolas Armindo   | 1:30.183 | 12     |

Note: La n°66 du JMW Ferrari par en dernière position pour avoir changé un pilote entre les qualifications et la course.

## Course

### Classement de la course
Voici le classement officiel au terme de la course.
- - vainqueurs de chaque catégorie
- Pour la colonne Pneus, il faut passer le curseur au-dessus du modèle pour connaître le manufacturier de pneumatiques.

| Pos.   | Classe    | N° | Équipe                  | Pilotes                                             | Châssis                   | Pneus | Tours |
| Pos.   | Classe    | N° | Équipe                  | Pilotes                                             | Moteur                    | Pneus | Tours |
| ------ | --------- | -- | ----------------------- | --------------------------------------------------- | ------------------------- | ----- | ----- |
| 1      | LMP2      | 35 | OAK Racing              | Olivier Pla Dimitri Enjalbert Bertrand Baguette     | Morgan LMP2               | D     | 251   |
| 1      | LMP2      | 35 | OAK Racing              | Olivier Pla Dimitri Enjalbert Bertrand Baguette     | Nissan VK45DE 4.5 L V8    | D     | 251   |
| 2      | LMP2      | 46 | Thiriet by TDS Racing   | Pierre Thiriet Mathias Beche                        | Oreca 03                  | D     | 251   |
| 2      | LMP2      | 46 | Thiriet by TDS Racing   | Pierre Thiriet Mathias Beche                        | Nissan VK45DE 4.5 L V8    | D     | 251   |
| 3      | LMP2      | 18 | Murphy Prototypes       | Warren Hughes Jody Firth Brendon Hartley            | MG-Oreca 03               | D     | 251   |
| 3      | LMP2      | 18 | Murphy Prototypes       | Warren Hughes Jody Firth Brendon Hartley            | Nissan VK45DE 4.5 L V8    | D     | 251   |
| 4      | LMP2      | 19 | Sébastien Loeb Racing   | Nicolas Marroc Stéphane Sarrazin Nicolas Minassian  | Oreca 03                  | D     | 250   |
| 4      | LMP2      | 19 | Sébastien Loeb Racing   | Nicolas Marroc Stéphane Sarrazin Nicolas Minassian  | Nissan VK45DE 4.5 L V8    | D     | 250   |
| 5      | LMP2      | 10 | Pecom Racing            | Luís Pérez Companc Pierre Kaffer Soheil Ayari       | Oreca 03                  | D     | 246   |
| 5      | LMP2      | 10 | Pecom Racing            | Luís Pérez Companc Pierre Kaffer Soheil Ayari       | Nissan VK45DE 4.5 L V8    | D     | 246   |
| 6      | LMP2      | 24 | OAK Racing              | Matthieu Lahaye Jacques Nicolet                     | Morgan LMP2               | D     | 244   |
| 6      | LMP2      | 24 | OAK Racing              | Matthieu Lahaye Jacques Nicolet                     | Judd HK 3.6 L V8          | D     | 244   |
| 7      | LMP2      | 1  | Greaves Motorsport      | Alex Brundle Tom Kimber-Smith Lucas Ordoñez         | Zytek Z11SN               | D     | 234   |
| 7      | LMP2      | 1  | Greaves Motorsport      | Alex Brundle Tom Kimber-Smith Lucas Ordoñez         | Nissan VK45DE 4.5 L V8    | D     | 234   |
| 8      | LMGTE Pro | 66 | JMW Motorsport          | Jonny Cocker Allan Simonsen                         | Ferrari 458 Italia GT2    | D     | 232   |
| 8      | LMGTE Pro | 66 | JMW Motorsport          | Jonny Cocker Allan Simonsen                         | Ferrari 4.5 L V8          | D     | 232   |
| 9      | LMGTE Am  | 67 | IMSA Performance Matmut | Anthony Pons Nicolas Armindo Raymond Narac          | Porsche 911 GT3 RSR (997) | M     | 231   |
| 9      | LMGTE Am  | 67 | IMSA Performance Matmut | Anthony Pons Nicolas Armindo Raymond Narac          | Porsche 4.0 L Flat-6      | M     | 231   |
| 10     | LMGTE Am  | 60 | AF Corse                | Piergiuseppe Perazzini Marco Cioci Matt Griffin     | Ferrari 458 Italia GT2    | M     | 230   |
| 10     | LMGTE Am  | 60 | AF Corse                | Piergiuseppe Perazzini Marco Cioci Matt Griffin     | Ferrari 4.5 L V8          | M     | 230   |
| 11     | LMPC      | 40 | Boutsen Ginion Racing   | Thomas Dagoneau Jean-Charles Battut John Hartshorne | Oreca FLM09               | M     | 213   |
| 11     | LMPC      | 40 | Boutsen Ginion Racing   | Thomas Dagoneau Jean-Charles Battut John Hartshorne | Corvette 6.2 L V8         | M     | 213   |
| 12 Abd | LMP2      | 38 | Jota                    | Sam Hancock Simon Dolan                             | Zytek Z11SN               | D     | 127   |
| 12 Abd | LMP2      | 38 | Jota                    | Sam Hancock Simon Dolan                             | Nissan VK45DE 4.5 L V8    | D     | 127   |
| 13 Abd | LMP2      | 17 | Status GP               | Alexander Sims Julien Jousse Maxime Jousse (pt)     | Lola B12/80               | D     | 45    |
| 13 Abd | LMP2      | 17 | Status GP               | Alexander Sims Julien Jousse Maxime Jousse (pt)     | Judd HK 3.6 L V8          | D     | 45    |